# 高文虎
高文虎（1134年—1212年），字炳如，四明（今浙江省宁波市）人。
高世訚之子。禮部侍郎高閌之從子。生於紹興四年（1134年），紹興三十年（1160年）庚辰梁克家榜進士，調平江府吳興縣主簿。乾道三年（1167年）重修主簿廳。乾道四年（1168年），除國子正，升遷為太學博士。紹熙五年（1194年）二月，擔任將作監，兼銓試、公試、類試之考校官，被批評為“專困遏天下士”、“以藏頭策題，得罪多士”。由於聞見博洽，多次參修四朝國史、實錄，喜收藏圖書文物。慶元三年（1197年），除中書舍人，七月兼國子祭酒。慶元四年（1198年），正月為中書舍人兼侍講。
慶元四年（1198年）韓侂冑禁偽學，文虎與胡紘攻擊道學，張自明說“表裡為爪牙，搏噬無虛日，學校諸生語言小異，輒坐偽罪。”慶元五年（1199年），任兵部侍郎。在台州時曾參與朱熹彈劾唐仲友一事。嘉定元年（1208年）二月，在華文閣學士提舉江州太平興國宮任上，被左諫議大夫傅伯成劾為“詭譎傾邪”罷官。嘉定甲戌（1212年）五月初一日卒。撰有《天官書集註》、《史記註一三〇卷》，皆佚。有子高似孫。弟高文善，為淳熙十一年（1184年）進士。

## 延伸阅读
[在维基数据编辑]
 《宋史·卷394》，出自脱脱《宋史》